# 370 Modestija
370 Modestija (mednarodno ime je 370 Modestia) je asteroid tipa T (po Tholenu) v asteroidnem pasu. 

## Odkritje
Asteroid je odkril francoski astronom Auguste Charlois ( 1864 – 1910) 14. julija 1893 v Nici. Imenuje se po latinski besedi za skromnost.

## Značilnosti
Asteroid Modestija obkroži Sonce v 3,5 letih. Njegova tirnica ima izsrednost 0,091, nagnjena pa je za 7,872° proti ekliptiki .